# Lanfranco Frigeri
Lanfranco Frigeri, in arte semplicemente Lanfranco (Quingentole, 22 febbraio 1920 – Poggio Rusco, 17 giugno 2019), è stato un pittore e scultore italiano.

## Biografia
Nasce a Quingentole, piccolo paese dell'Oltrepò mantovano, nel 1920, figlio di Mauro, uno scultore del luogo che realizzò diversi monumenti ai caduti della Prima guerra mondiale. Nella sua formazione iconografica hanno una grande importanza i temi fantascientifici incontrati già durante la fanciullezza, in particolare nelle strisce di Flash Gordon pubblicate sul periodico L'avventuroso. Compie gli studi al liceo artistico e all'Accademia di belle arti di Bologna.
Nel 1940, con l'entrata in guerra dell'Italia, è chiamato alle armi e combatte sul fronte greco, finendo prigioniero.
Alla fine del conflitto torna a frequentare l'Accademia a Milano, sotto la direzione di Giacomo Manzù. Nel 1948 a Venezia fa la conoscenza del gallerista Carlo Cardazzo, che lo incoraggia e organizza la sua prima mostra personale.
Nei primi anni cinquanta è la scultura a dargli le soddisfazioni maggiori: nel 1950 vince il concorso per una formella bronzea per una porta del Duomo di Milano e per la realizzazione della statua del beato Michele Carcano, da porre su una guglia della facciata. Nel 1951 la sua scultura Il sabbiaiolo del Po partecipa al Premio Suzzara d'arte contemporanea e viene scelta come simbolo dell'esposizione. Nel 1955-56 realizza la statua di San Giovanni dell'Apocalisse per il Cimitero Monumentale di Milano, e riceve elogi dallo scultore britannico Henry Moore. Le critiche provenienti dall'Italia non sempre sono positive, ma all'artista arrivano molti inviti ad esporre anche all'estero.
Le opere degli anni sessanta sono prevalentemente pittoriche: i temi indagati sono in gran parte quelli della femminilità, dell'eros e della caducità del mondo sensibile. Il suo stile appare molto influenzato da quello di Salvador Dalí.
In questo periodo ritrae anche alcuni personaggi, tra cui lo scrittore Dino Buzzati e l'industriale Vittorio Valletta: sono i cosiddetti ritratti psichedelici. Non manca l'interesse per i temi sacri della religione cristiana: una sala del Museo Diocesano "Francesco Gonzaga" di Mantova è interamente dedicata ad opere di Lanfranco. Altri dipinti si trovano in molti edifici religiosi della diocesi, come la Visione di Santa Rita nella chiesa parrocchiale di Ostiglia e il Ritratto di Matilde di Canossa nell'abbazia di Polirone a San Benedetto Po. Sono 26 le opere di Lanfranco, tra quadri e sculture, di proprietà della Fondazione Banca Agricola Mantovana.
Nel 1970 l'autore di fantascienza Brian W. Aldiss utilizza il dipinto di Lanfranco I grandi maestri del sogno per la copertina del suo libro A Romance of the Equator. Lo stesso quadro è inoltre la copertina del disco de La Maschera Di Cera Le porte del domani, album del 2013. Un altro suo quadro diventa la copertina dell'album Felona e Sorona del gruppo progressive Le Orme.
Lanfranco muore il 17 giugno 2019 nella casa di riposo di Poggio Rusco, dove risiedeva da diverse settimane.

## Mostre ed esposizioni
- Lanfranco, galleria del Naviglio di Carlo Cardazzo, Milano
- Lanfranco, galleria del Cavallino di Carlo Cardazzo, Venezia, 1955[22]
- Mostre a Parigi per conto di Carlo Cardazzo
- Premio Suzzara (sette partecipazioni, dal 1950 al 1965)
- Mostra personale ad Atene, 1994
- "Open Studio", Abbazia di San Benedetto Po, 1997
- Lanfranco – realtà di una storia inverosimile, Mantova, Casa del Mantegna, 2000
- La macchina del tempo, Mantova, Palazzo della Ragione, 2 aprile - 2 maggio 2004
- Il surrealismo di Lanfranco, Cesena, Palazzo del Ridotto, 19 febbraio - 20 marzo 2005
- Lanfranco surrealista – Il tempo della scultura, Suzzara, Galleria del Premio Suzzara, 1º maggio - 18 giugno 2006
- Mostra personale, Mirandola, Castello dei Pico, 9 maggio - 20 giugno 2008
- Il surrealismo di Lanfranco, Milano, Associazione Culturale Renzo Cortina, 7-25 ottobre 2008
- Lanfranco e Karel Zlin – Confluences du surréalisme, Milano, Associazione Culturale Renzo Cortina, 3 maggio - 4 giugno 2011
- Fantastica Libertà, Mantova, Museo diocesano Francesco Gonzaga, 25 febbraio - 25 aprile 2017
- L'arte Libera, Bologna, Ca' La Ghironda, 25 aprile - 15 ottobre 2017
- Lanfranco 1937-2003, Quingentole, Palazzo municipale, 18 dicembre 2021 - 1º maggio 2022
- Lanfranco. La donna nell'arte, Quingentole, Palazzo municipale, 8 dicembre 2023 - 28 gennaio 2024
- Lanfranco. Oltre l'onirico, Quingentole, Palazzo municipale, 18 maggio - 28 luglio 2024